# Mohammed ibn Gao
Mohammed ibn Gao fue el octavo mansa (rey) del Imperio de Malí, desde 1305 a 1310.

## Biografía
Nieto del legendario fundador del imperio Sundiata Keita, Mohammed ibn Gao (correctamente: Qū) heredó el trono después de la muerte de su padre Gao en 1305. A su vez fue sucedido por su hermano Abubakari II en 1310, para la existencia de quien no hay pruebas.
| Predecesor: Gao | Mansa de Malí 1305 – 1310 | Sucesor: Abubakari II |